# ۱-اکتن
۱-اکتن (به انگلیسی: 1-Octene) با فرمول شیمیایی C۸H16 یک ترکیب شیمیایی با شناسه پاب‌کم ۸۱۲۵ است. که جرم مولی آن ۱۱۲٫۲۴ g/mol می‌باشد.  